# Галактики з низькою поверхневою яскравістю

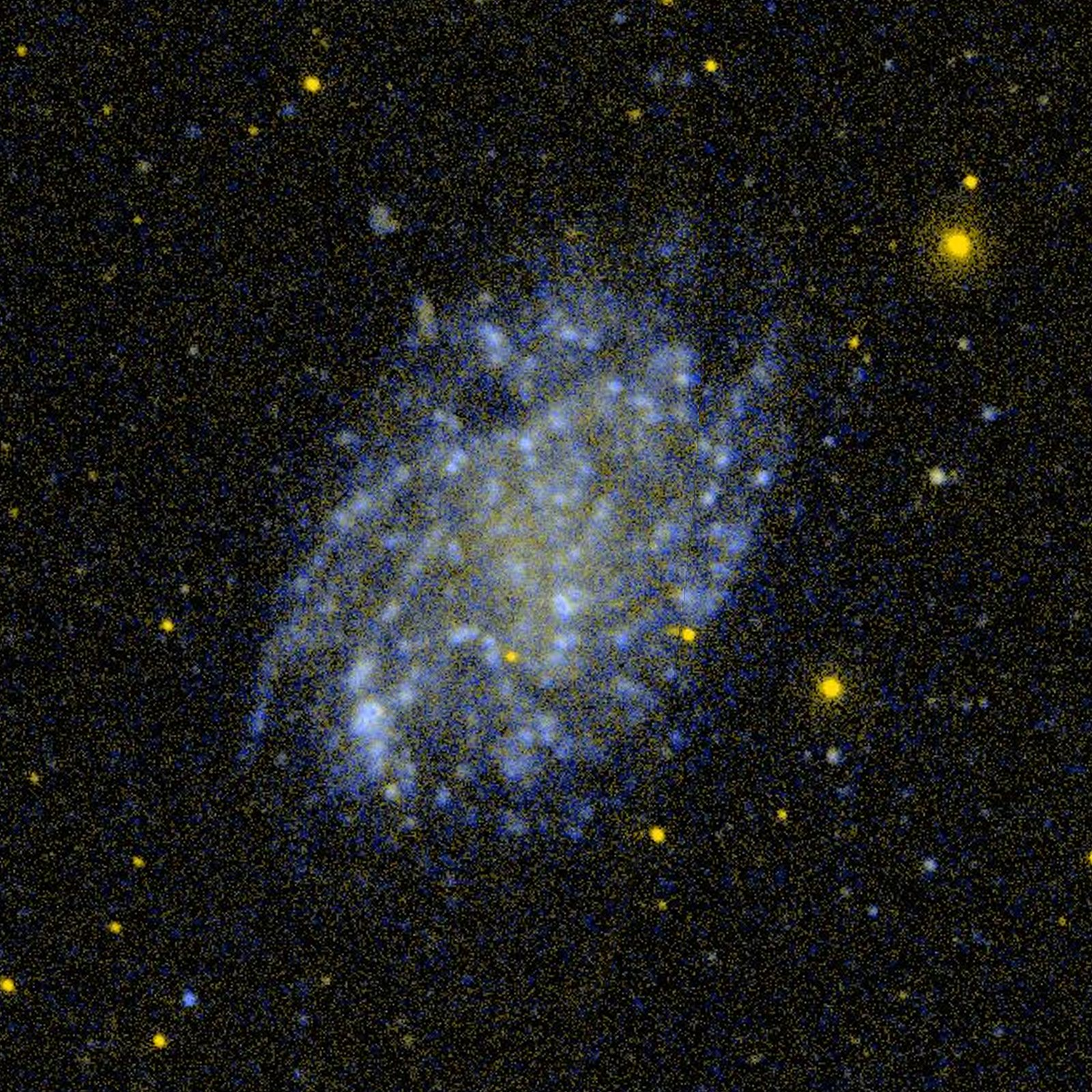
Зображення NGC 45, спіральної галактики із низькою поверхневою яскравістю, зроблене GALEX.

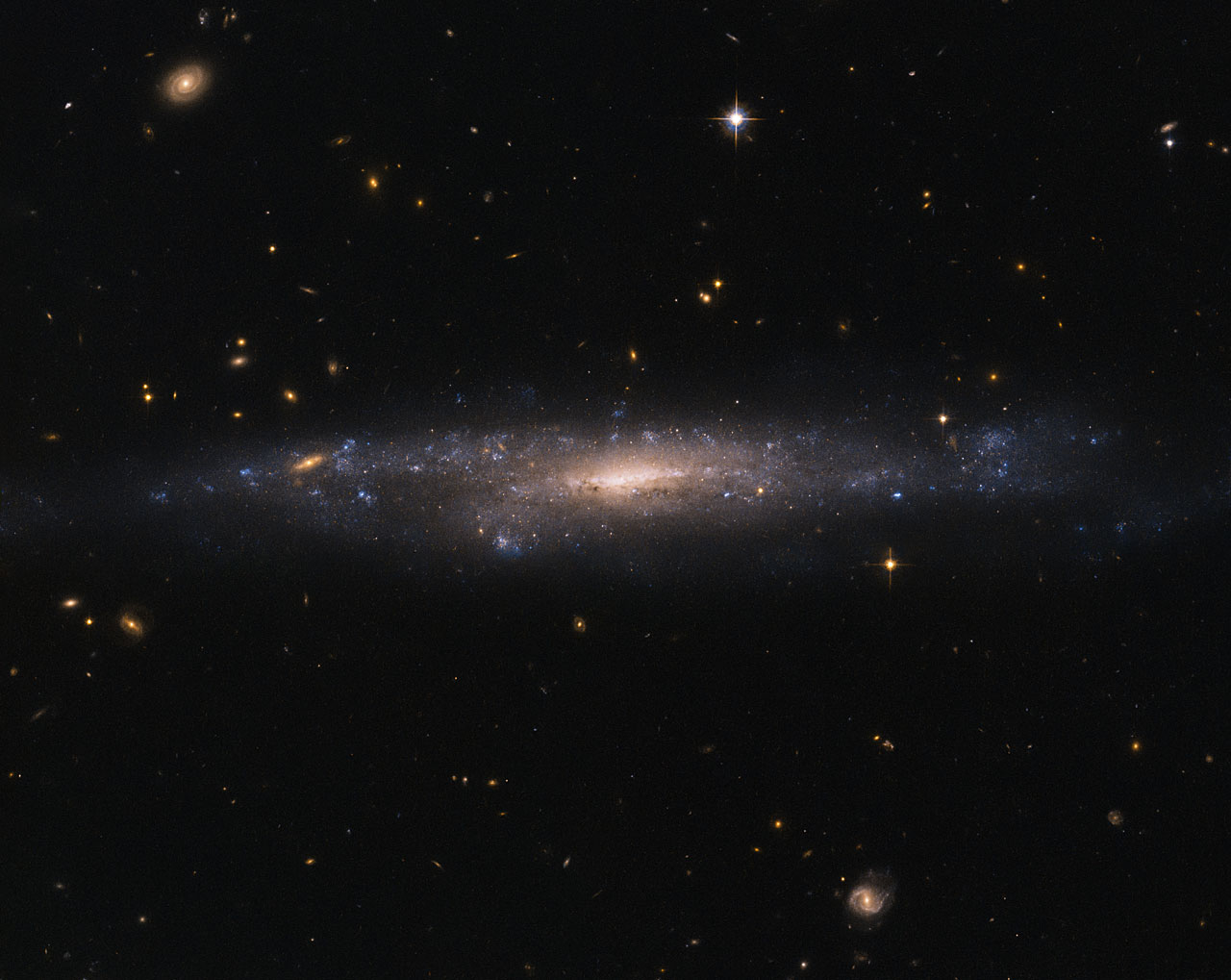
UGC 477 розташована на відстані понад 110 мільйонів світлових років у сузір'ї Риби.

Галактики з низькою поверхневою яскравістю (англ. low-surface-brightness galaxy чи англ. LSB galaxy) — дифузні галактики з яскравістю поверхні, яка при спостереженні з Землі, принаймні на одну зоряну величину нижча за яскравість звичайного нічного неба. Прийнято, але не жорстко, вважати, що до них належать галактики, яскравість яких становить менше +23 абсолютної зоряної величини на квадратну кутову секунду в системі UBV.

## Характеристики
Більшість відомих таких галактик мають такі характеристики:
- це карликові галактики;
- більшість їх баріонної матерії є нейтральним водневим газом, а не зорями;
- понад 95 % їх маси може становити небаріонна темна матерія;
- у таких галактиках не спостерігалися наднові.

Виміри кривої обертання вказують на надзвичайно високе співвідношення маси до світності, тобто зорі та газ, що випромінюють, становлять лише невелику частину маси такої галактики. У центрах галактик із низькою поверхневою яскравістю не помічено великих ущільнень зір, на відміну від, наприклад, балджів звичайних спіральних галактик. Тому припускається, що навіть в їх центрах домінує темна матерія, і це робить їх дуже цікавими для досліджень темної матерії[джерело?].
На відміну від галактик із високою поверхневою яскравістю, галактики з низькою поверхневою яскравістю є ізольованими галактиками поля, розташованими на ділянках, де відсутні інші галактики. Відповідно, у своєму минулому, вони мали менше припливних взаємодій чи злиттів з іншими галактиками, що могло б спричинити збільшення зореутворення. Це вважається одним з пояснень малої кількості зір.
Теоретичне припущення про існування галактик із низькою поверхневою яскравістю було висловлено 1976 року Майком Діснеєм[джерело?].
Першою підтвердженою галактикою з низькою поверхневою яскравістю стала Малін 1, відкрита 1986 року. Вона ж стала першою підтвердженою гігантською галактикою з низькою поверхневою яскравістю. На час відкриття, вона була найбільшою відомою спіральною галактикою (за вимірами перетину).

## Гігантські галактики з низькою поверхневою яскравістю
Гігантські галактики з низькою поверхневою яскравістю є одними з найбільш масивних відомих спіральних галактик у Всесвіті Вони мають дуже тьмяні зоряні диски, які багаті на нейтральний водень, але бідні на зореутворення, а тому мають низьку поверхневу яскравість. Такі галактики часто мають яскраві балджі, в яких можуть розташовуватись активні ядра галактик низької яскравості. Гігантські галактики з низькою поверхневою яскравістю, як правило, є ізольованими системами, які рідко контактують з іншими галактиками.
Сорок років тому за допомогою нових методів візуалізації виявили клас великої галактики з низькою поверхневою яскравістю (LSBG). До цієї групи входять гігантські галактики (gLSBG), маса яких порівнюється з Чумацьким Шляхом, але радіуси вдесятеро більші, перевищуючи 400 тисяч світлових років.
Дослідники дійшли висновку, що всі три сценарії формування gLSBG можуть бути реальними, але в різних умовах. Найбільш розширеним механізмом виявилося поступове зростання галактики за рахунок акреції після її початкового формування. В інших випадках найкраще спостерігається пояснює сценарій великого злиття, хоча підекуди важливу роль гравів і розріджень ореол темної матерії.
Крім того, введені встановили, що щонайменше шість із семи gLSBG мають активні галактичні ядра (AGN). Однак їхні надмасивні чорні діри значно менші за масою, ніж у звичайних галактиках аналогічного розміру. Це відомо про те, що навіть якщо злиття змінило певну роль у формуванні gLSBG, воно було дуже незначним.

## Приклади
- Андромеда V
- IC 10
- NGC 45
- Ерідан II
- Малін 1, прототип цього виду галактик[2]
- Малін 2[2]
- Карликова галактика Фенікса
- Карликова неправильна галактика Стрільця
- Секстант A
- Секстант B
- галактика Вольф-Ландмарк-Мелотт
- UGC 477
- UGC 1382 спочатку вважалась еліптичною галактикою, але пізніше в ній було виявлено рукави з низькою поверхневою яскравістю. Ця галактика розташована значно ближче до Землі, ніж прототип — Малін 1[6].